# Symeon z Zamościa

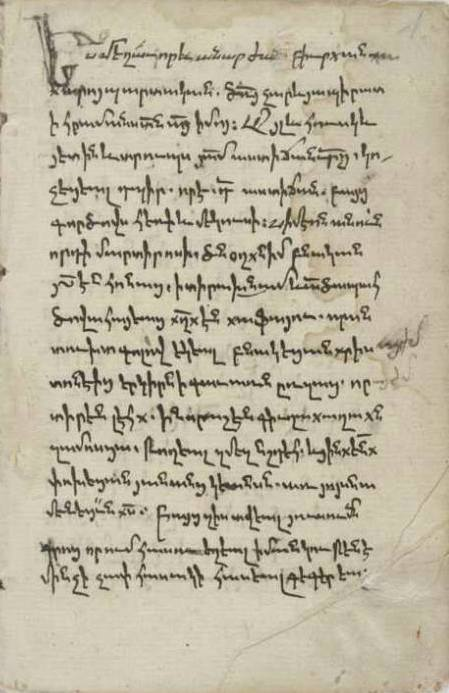
Relacje z podróży ormiańskiego autora Symeona Lehaciego

Symeon z Zamościa, znany też jako Szymon, Simon, Simeon z przydomkiem Lehaci, Lehacy, tj. Polak lub z Polski i patronimikiem Mardyrosowicz, Martisosowicz, Mardirosoghlu lub t.p. (ur. ok. 1584, zm. po roku 1639) – podróżnik i pisarz pochodzenia ormiańskiego.
Urodzony w Zamościu w ubogiej rodzinie przybyłej do Polski z Kaffy na Krymie. Rodzice Symeona, Mardyros i Dowlat-chatun, zmarli kiedy był jeszcze dzieckiem; wychowaniem chłopca zajęła się jego starsza siostra, Dżuhar. Uczęszczał do ormiańskiej szkoły, po której wyświęcony został na dypira.
Znając dobrze język ormiański (w tym także jego dialekt klasyczny, grabar), tatarski i polski (niewykluczone, że także inne języki, w tym osmański) zajmował się m.in. kopiowaniem rękopisów. Pierwszy ormiański rękopis przepisał w 1605, a kopiowanie kazań wardapeta Wartana ukończył w listopadzie 1607, we Lwowie.
W lutym 1608 wyruszył wraz z ormiańskimi kupcami na wyprawę do Mołdawii; w Suczawie spotkał się z przyszłym patriarchą kościoła ormiańskiego we Lwowie, Mesrobem. W Suczawie poczekał na karawanę kupiecką i udał się z nią w dalszą drogę do Jassy, a potem do Stambułu, do którego dotarł we wrześniu. Zamierzał stamtąd pojechać dalej do Palestyny, ale drogi lądowej nie mógł wybrać, natomiast drogą morską nie znalazł miejsca na statku. Pozostawszy w Stambule przepisywał księgi biblijne, dopiero w sierpniu 1609 jako sekretarz wardapeta Mygyrdicza udał się wraz z nim w podróż po skupiskach Ormian w tym regionie (Efez, Nikomedia, Smyrna i in.); wrócił do Stambułu w maju 1611, a w lipcu przyłączył się do karawany ormiańskich kupców zmierzających do Rzymu. Zatrzymany został w lazarecie w Splicie na przymusowej kwarantannie i dotarł w październiku do Wenecji; tam przerwał podróż na kolejnych kilka tygodni, by w grudniu dotrzeć do Rzymu. Tam został wraz z wardapetem Zakarią przyjęty na audiencji przez papieża Pawła V i był gościem specjalnym podczas Bożego Narodzenia. W Rzymie został do Wielkanocy w II połowie kwietnia 1612, potem wypłynął statkiem do Wenecji, gdzie dotarł na koniec maja.
Z zakupionymi w Wenecji towarami, przeznaczonymi na handel na Bliskim Wschodzie wypłynął do Smyrny i Tire; tam je sprzedał. Po dłuższym tam pobycie, podczas których między innymi pięć miesięcy chorował, udał się do Bursy, a potem do ważnych punktów wiernych kościoła ormiańskiego, m.in. do Merzifonu, Tokatu, Sivasu, Harputu. W Harpucie przebywał u znanego sobie z poprzednich lat wardapeta Mygyrdicza, odwiedził też kilka innych miejsc w tym regionie, m.in. Palu, Muş, Diyarbakır, Ergani; w czasie swych podróży przekroczył też Eufrat, dotarł do Hazar. Wrócił do Stambułu w 1615 i tam pozostał przez kolejny rok, zajmując się pracą przy kopiowaniu ksiąg i zbierając w ten sposób pieniądze na swoją podróż do Palestyny.
Wyruszył do Jerozolimy w sierpniu 1616, docierając do celu w listopadzie. W ormiański Nowy Rok przybył do Betlejem, odwiedził też inne miejsca święte Palestyny. W maju 1617 ruszył w drogę powrotną do Polski. Trasa jego podróży wiodła przez Damaszek, Aleppo, Cezareę, Smyrnę; stamtąd statkiem do Stambułu, a później z karawaną przez Mołdawię do Lwowa; do celu dotarł na początku 1618.
Przebywając we Lwowie przez rok zajmował się kopiowaniem rękopisów, a w 1619 przybył do rodzinnego Zamościa. W 1623 lwowscy Ormianie uciekając przed dżumą przybyli do Symeona i zatrzymali się w jego domu. Po wyjeździe swych gości dostał od nich zaproszenie, by przeniósł się na stałe do Lwowa; we wrześniu 1624 Symeon sprzedał swój majątek w Zamościu i wyjechał do Lwowa, gdzie podpisał z tamtejszą gminą ormiańską umowę na prowadzenie szkoły w zamian za mieszkanie w kamienicy przy szpitalu i wynagrodzenie 300 złotych polskich rocznie. Przebywając we Lwowie (a także przez pewien czas – podczas epidemii – w Rohatynie) kopiował również dalsze księgi, zajmował się też – ze zmiennym szczęściem – handlem.
Kolejną daleką podróż odbył około roku 1635: w czerwcu kopiował w Bursie podręcznik medyczny (o ziołach oraz o anatomii człowieka). Na Boże Narodzenie tego roku był już z powrotem we Lwowie. W 1636 dokończył swoje "Notatki podróżne", w której zawarł również swoją autobiografię, jak również zestawienie najważniejszych współczesnych mu wydarzeń z historii Polski (z uwzględnieniem losów ormiańskiej diaspory) i historii Turcji.